# Bowdoin College

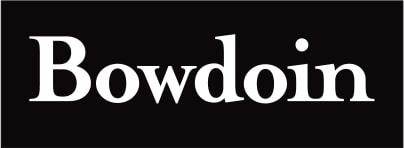
Bowdoin Logo

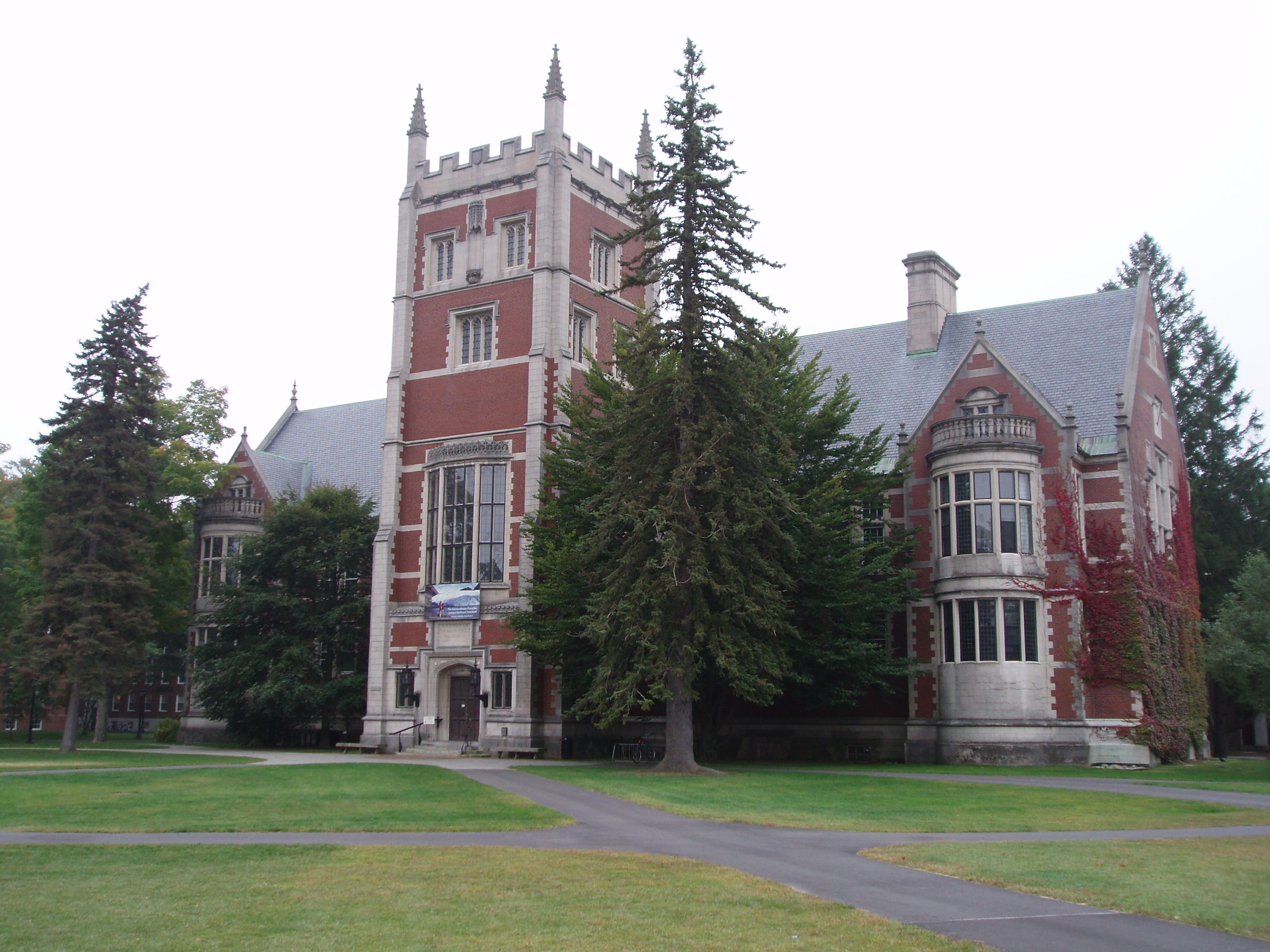
Hubbard Hall

Bowdoin College ist eine US-amerikanische Universität, ein College of Liberal Arts and Science, in Brunswick (Maine), Vereinigte Staaten. Im Herbst 2020 hatte es 1.777 Studierende und 243 Dozenten, davon 220 Vollzeitdozenten. Gegründet wurde es 1794. Es ist eine private Universität und eine der ältesten Universitäten der USA. Es gilt als eines der „Little Ivies“, zu denen kleine, traditionsreiche Universitäten im Nordosten der USA gerechnet werden, die nicht Mitglied der Ivy League sind. Im Jahr 2012 belegte Bowdoin im U.S. News Report Ranking amerikanischer Liberal Arts Colleges den 6. Platz und im Jahr 2013 den 4. Platz. Im Forbes Ranking amerikanischer Universitäten belegte Bowdoin College 2014 den 14. Platz von 650 gewerteten amerikanischen Universitäten.

## Stellenwert und Studienzulassung
Bowdoin wird bei amerikanischen Rankings stets zu den besten Colleges der USA gezählt; es schneidet beispielsweise im U.S. News & World Report stets unter den besten zehn Liberal Arts Colleges der USA ab. In den Jahren 2009, 2010, 2011 und 2012 belegte Bowdoin im U.S. News & World Report liberal arts colleges ranking jeweils den sechsten Platz. Der U.S. News & World Report stuft Bowdoin College in die Kategorie „most selective“ ein, also in die Kategorie der Universitäten, welche am stärksten selektieren. Für den Abschlussjahrgang 2015 wurden beispielsweise nur 15 % der Bewerber angenommen. 89 % der Bowdoin-Studenten gehörten zu den besten zehn Prozent der Schüler ihres High-School-Jahrgangs. Laut dem Princeton Review lag der High School Notendurchschnitt der Bowdoin-Studenten im Durchschnitt bei der amerikanischen Note 3,8, was im deutschen Notensystem der Note 1,2 entspricht.
Newsweek beschrieb Bowdoin 2006 als ein „New Ivy“, also als eines von mehreren Elite Colleges und Universitäten, die nicht zur Ivy League gehören. Bowdoin ist eines der traditionell angesehenen Colleges in Neuengland; zugleich ist es bekannt als Vorreiter bei Reformen des amerikanischen Unterrichtswesens. 1970 wurden SAT-Testergebnisse als Zulassungskriterium abgeschafft. Koedukation wurde ein Jahr später eingeführt und später auch für die vom College subventionierten Verbindungen verpflichtend gemacht. Vor einigen Jahren wurde das System der Fraternities und Sororities grundlegend reformiert, und neue Studenten werden nun einer Verbindung automatisch zugeordnet.

Bowdoin College Campus im Winter

## Studiumskosten
Die Universitätskasse des Bowdoin College listet die Studiumskosten, die für einen Studenten im Studienjahr 2011/2012 entstehen, folgendermaßen auf:
- Studiengebühren $42.386
- Unterkunft $5.454
- Verpflegung $6.200
- Gebühr für studentische Aktivitäten $430
- Gesamtsumme $54.470

Mit einer Gesamtsumme von $54.470 ist Bowdoin College eine der teuersten Universitäten der USA. Bei einem Vergleich der Kosten sämtlicher amerikanischer Universitäten für das Studienjahr 2009/2010 belegte Bowdoin College unter den 100 teuersten amerikanischen Universitäten den 16. Platz. Es ist sogar teurer als beispielsweise das MIT (Gesamtkosten $48.870) und Stanford University (Gesamtkosten $48,843).
Gleichzeitig wurde am 18. Januar 2008 am Bowdoin College entschieden, sämtliche Studienkredite als Teil der financial aid abzuschaffen und durch Stipendien zu ersetzen. Somit schließt sich Bowdoin etwa 70 weiteren amerikanischen Universitäten an, die sich für eine so genannte „no-loans“ policy entschieden haben.,
Bowdoin College besitzt ein Vermögen von $1,038 Milliarden (Stand 2013), welches sich hauptsächlich aus den jährlich großen Spenden der Alumni zusammensetzt. Dieses große Vermögen und die jährlichen Spenden der Alumni haben es Bowdoin College überhaupt erst ermöglicht die "no-loans" policy einzuführen.

## Studienfächer
Am Bowdoin College kann man folgende Fächer studieren: Afrikanistik, Anthropologie, Asienwissenschaften, Biochemie, Biologie, Chemie, Englisch, Finanzwissenschaft, Film, Französisch, Gender Studies, Geologie, Germanistik, Geschichte, Informatik, Klassik, Kunst, Kunstgeschichte, Latein Amerikanistik, Mathematik, Musik, Neurowissenschaft, Pädagogik, Philosophie, Physik und Astronomie, Politikwissenschaften, Psychologie, Religionswissenschaft, Russisch, Soziologie, Spanisch, Tanz und Theaterwissenschaft, Umweltwissenschaften, Wirtschaftswissenschaften. Zum Beispiel die Fakultät für Politikwissenschaften wurde von Wissenschaftlern der London School of Economics and Political Science im Jahre 2003 als das weltweit beste Politikwissenschaftsprogramm kleiner Universitäten ausgezeichnet (top small college political science program in the world). Auch die Fakultät für Kunstgeschichte wurde im Jahr 2010 vom U.S. News & World Report als die beste Kunstgeschichtsfakultät der USA ausgezeichnet.

## Geschichte

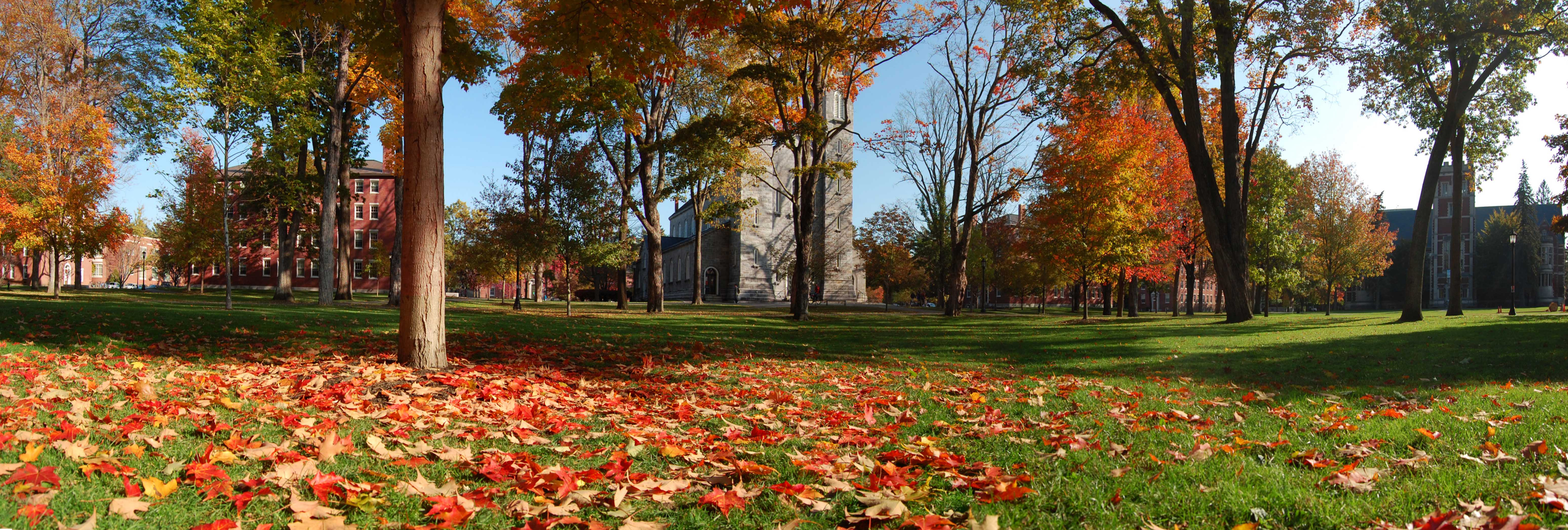
Bowdoin College Campus

Bowdoin College wurde 1794 von Samuel Adams, dem damaligen Gouverneur von Massachusetts (Maine gehörte damals zu Massachusetts) gegründet. Bowdoin College wurde nach dem ehemaligen Gouverneur von Massachusetts James Bowdoin benannt. Zum Zeitpunkt seiner Gründung war Bowdoin das östlichste College der USA. Im Jahre 1806 entschieden sich 13 Harvard-Absolventen für einen Bowdoinabschluss zusätzlich zu ihrem Harvardabschluss.
Bowdoin wurde im Jahre 1820 von Harvard unabhängig. Während dieser Zeit wurde Maine als Resultat des Missouri-Kompromisses ein unabhängiger Bundesstaat. Einige berühmte Alumni dieser Zeit sind der spätere amerikanische Präsident Franklin Pierce (Abschlussjahrgang 1824) und die Schriftsteller Nathaniel Hawthorne und Henry Wadsworth Longfellow – beide machten ihren Abschluss Phi Beta Kappa im Jahre 1825.

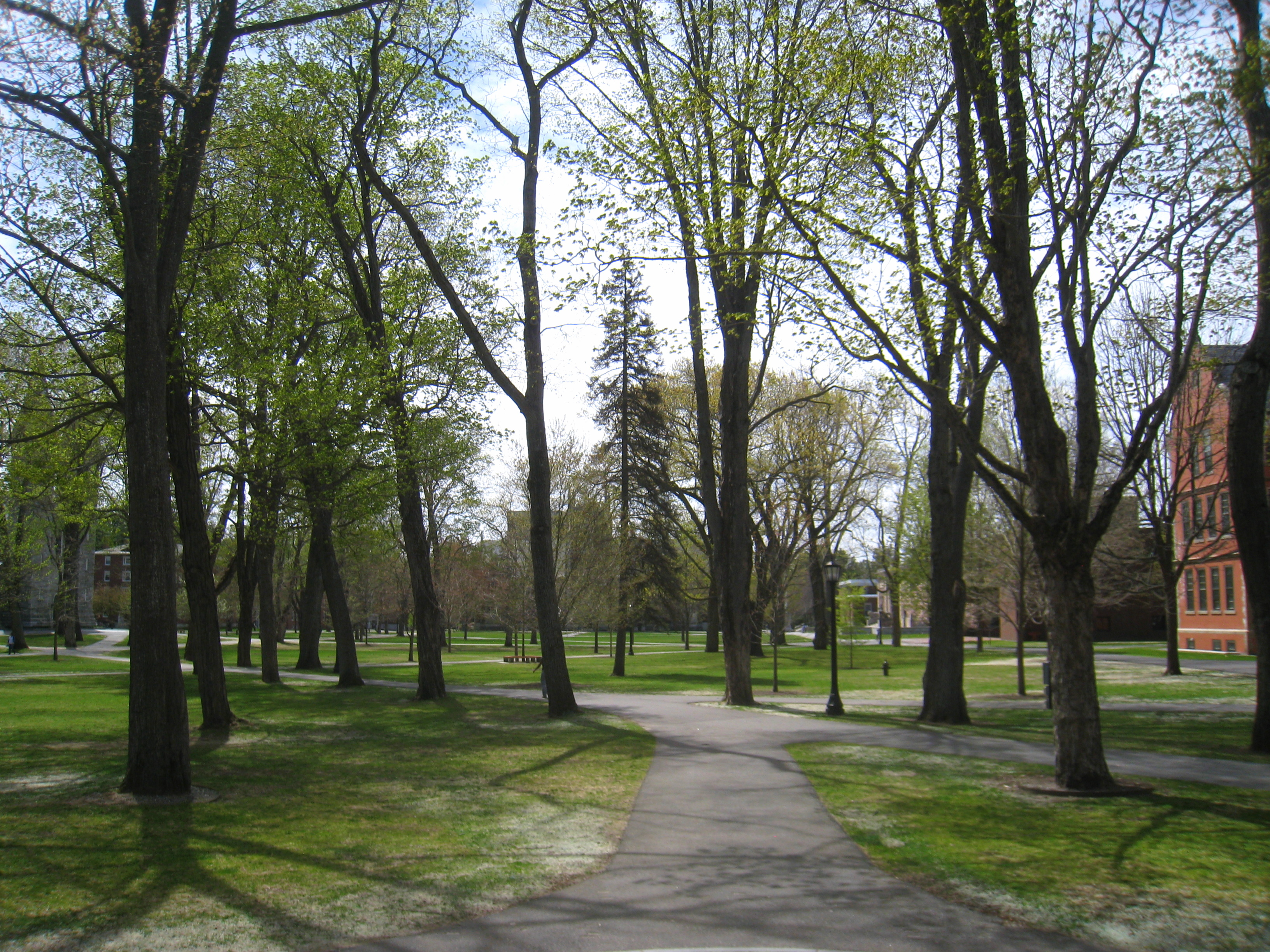
Bowdoin College Campus

Auch wenn Bowdoins medizinische Fakultät im Jahre 1920 geschlossen wurde, hat Bowdoin weiterhin sehr renommierte naturwissenschaftliche Abteilungen. Bowdoins wohl berühmtester Alumnus, der sich in den Naturwissenschaften ausgezeichnet hat, ist der Sexologe Alfred Charles Kinsey (Jahrgang 1916).
In den letzten Jahrzehnten wurde Bowdoin College drastisch modernisiert. Im Jahre 1970 machte es zusammen mit einigen wenigen hochselektiven Colleges die Teilnahme an den SATs als Bewerbungsvoraussetzung optional. Im Jahre 1971, fast 180 Jahre nach seiner Gründung als ein kleines männliches Elitecollege, nahm Bowdoin den ersten weiblichen Jahrgang auf. Bowdoin schaffte ebenfalls in den späten 1990er Jahren die fraternities ab und ersetzte diese durch ein System von so genannten social houses.
Bowdoins Ableger der ältesten amerikanischen akademischen Ehrengesellschaft Phi Beta Kappa wurde im Jahre 1825 gegründet und ist somit der sechstälteste Phi Beta Kappa Ableger in den USA. Berühmte Bowdoin Absolventen, die aufgrund ihrer herausragenden akademischen Leistungen in die Phi Beta Kappa Ehrengesellschaft aufgenommen wurden, sind: Nathaniel Hawthorne (1825), Henry Wadsworth Longfellow (1825), Robert Edwin Peary (1877), Owen Brewster (1909), Harold Hitz Burton (1909), Paul Howard Douglas (1913), Alfred Charles Kinsey (1916), Thomas R. Pickering (1953) und Lawrence B. Lindsey (1976).

## Sport
Die Sportteams der Universität nennen sich die Polar Bears. Das Eishockeyteam nimmt an der US-amerikanischen Collegemeisterschaft teil.

## Bekannte Alumni
Berühmte Absolventen des Bowdoin Colleges sind die Schriftsteller Nathaniel Hawthorne und Henry Wadsworth Longfellow, Joshua Lawrence Chamberlain, der sich im Sezessionskrieg verdient gemacht hat, der amerikanische Präsident Franklin Pierce, der Polarforscher Robert Edwin Peary, der Sexualforscher Alfred Charles Kinsey, der Mitgründer der Subway-Kette Peter Buck, der amerikanische UN-Botschafter Thomas R. Pickering, der Senator und amerikanische Verteidigungsminister William Cohen, der American-Express-CEO Kenneth Chenault, der stellvertretende Außenminister und amerikanische Botschafter im Irak Christopher R. Hill, der Autor and Aktivist Geoffrey Canada, der Autor Douglas Kennedy und die ABC-News-Nachrichtensprecherin Cynthia McFadden. Harriet Beecher Stowe schrieb in Brunswick ihren Roman Onkel Toms Hütte, während ihr Ehemann am College lehrte.

### Politiker
- Franklin Pierce 1824, Kongressabgeordneter (1833–1837) und Senator (1837–1842) aus New Hampshire; 14. Präsident der USA (1853–1857); nach ihm wurde die Franklin Pierce University in New Hampshire benannt
- Robert P. Dunlap 1815, Gouverneur des Bundesstaates Maine (1834–1838) und amerikanischer Kongressabgeordneter aus Maine (1843–1847)
- Richard H. Vose 1822, Gouverneur des Bundesstaates Maine (1841) und Präsident des Senats des Bundesstaates Maine
- William G. Crosby 1823, Gouverneur des Bundesstaates Maine (1853–1855)
- John Fairfield 1826, amerikanischer Kongressabgeordneter (1835–1838) und amerikanischer Senator (1843–1847) aus Maine; Gouverneur des Bundesstaates Maine (1839–1843)
- Alonzo Garcelon 1836, Mitbegründer der amerikanischen Universität Bates College (1855), General im Amerikanischen Bürgerkrieg, Gouverneur des Bundesstaates Maine (1879–1880)
- John Albion Andrew 1837, Gouverneur des Bundesstaates Massachusetts (1861–1866), der zuständig war für die Gründung des 54th Massachusetts Regiments während des Amerikanischen Bürgerkrieges
- Frederick Robie 1841, Gouverneur des Bundesstaates Maine (1883–1887)
- La Fayette Grover 1846, Gouverneur des Bundesstaates Oregon (1871–1877); amerikanischer Kongressabgeordneter (1859) und Senator (1877–1883) aus Oregon
- Joshua Lawrence Chamberlain 1852, Bowdoin College Professor (1855–1862), Held im Amerikanischen Bürgerkrieg, erhielt die Medal of Honor, Gouverneur des Bundesstaates Maine (1867–1871) und Präsident des Bowdoin College (1871–1883)
- Wilmot Brookings 1855, erster vorläufiger Gouverneur des Dakota Territory; nach ihm wurde die Stadt und der Landkreis Brookings benannt, die sich beide in South Dakota befinden
- Henry B. Quinby 1869, Gouverneur des Bundesstaates New Hampshire (1909–1911) und amerikanischer Arzt
- William T. Cobb 1877, Gouverneur des Bundesstaates Maine (1905–1909)
- John Fremont Hill 1877, Gouverneur des Bundesstaates Maine (1901–1905)
- Percival Proctor Baxter 1898, Gouverneur des Bundesstaates Maine (1921–1924) und nach ihm wurde der Baxter State Park benannt
- James L. McConaughy 1911 (M.A.), Gouverneur des Bundesstaates Connecticut (1947–1948) und Dichter
- Horrace Hildreth 1925, Gouverneur des Bundesstaates Maine (1944–1948), amerikanischer Botschafter in Pakistan (1953–1957) und Präsident der Bucknell University (1957–1967)
- James B. Longley 1947, Gouverneur des Bundesstaates Maine (1975–1979)
- George Evans 1815, amerikanischer Kongressabgeordneter (1829–1841) und Senator (1841–1847) aus Maine
- James Bell 1822, Senator aus New Hampshire (1855–1857)
- James W. Bradbury 1825, Senator aus Maine (1847–1853)
- Alpheus Felch 1827, Senator aus Michigan (1847–1853), Juraprofessor an der University of Michigan, und Namensgeber der Felch Township in Michigan
- John P. Hale 1827, amerikanischer Kongressabgeordneter (1843–1845) und Senator (1847–1853) aus New Hampshire
- William P. Frye 1850, amerikanischer Kongressabgeordneter (1871–1881) und Senator (1881–1911) aus Maine
- Paris Gibson 1851, Senator aus Montana (1901–1905)
- Melville Weston Fuller 1853, Richter am obersten amerikanischen Gerichtshof, dem Supreme Court of the United States (1888–1910)
- William D. Washburn 1854, amerikanischer Kongressabgeordneter (1879–1885) und Senator (1889–1895) aus Minnesota
- Charles Fletcher Johnson 1879, Senator aus Maine (1911–1917)
- Wallace H. White 1899, amerikanischer Kongressabgeordneter (1916–1931) und Senator (1931–1949) aus Maine
- Owen Brewster 1909, Gouverneur von Maine (1925–1929); amerikanischer Kongressabgeordneter (1935–1941) und Senator (1941–1953) aus Maine
- Harold Hitz Burton 1909, Senator aus Ohio (1941–1945); Richter am U.S. Supreme Court (1945–1958)
- Paul Howard Douglas 1913, Wirtschaftsprofessor an der University of Chicago (1920–1942) und Senator aus Illinois (1949–1967)
- Wilhelm Haas 1953, ehemaliger Deutscher Botschafter in Israel, Japan und den Niederlanden
- Thomas R. Pickering 1953, amerikanischer Botschafter in Jordanien (1974–1978), Nigeria (1981–1983), El Salvador (1983–1985), Israel (1985–1988), den Vereinten Nationen (1989–1992), Indien (1992–1993) und Russland (1993–1996); erhielt 13 Ehrendoktoren
- George J. Mitchell 1954, Senator aus Maine (1982–1995)
- William Cohen 1962, amerikanischer Kongressabgeordneter (1972–1978) und Senator (1978–1997) aus Maine; Verteidigungsminister unter Präsident Clinton (1997–2001)

### Schriftsteller und Journalisten

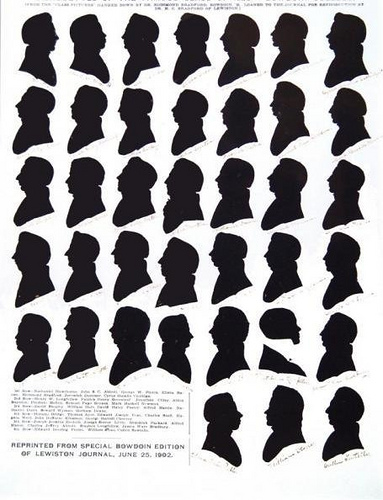
Silhouetten des Bowdoin Jahrgangs 1825, mit unter anderem Nathaniel Hawthorne, Jonathan Cilley und Henry Wadsworth Longfellow

- Jacob Abbott, 1820[18]
- Henry Wadsworth Longfellow, 1825
- Nathaniel Hawthorne, 1825
- Robert P. T. Coffin, 1915
- Artine Artinian, 1931
- Walter H. Hunt, 1981
- Anthony Doerr, 1995
- Evan Gershkovich, 2014

### Schauspieler, Künstler, Musiker und Sportler
- Fred Tootell, 1923
- Albert Dekker, 1927
- Gary Merrill, 1937
- Friedrich von Huene, 1956
- Douglas Kennedy, 1976
- Joan Benoit, 1979
- Paul Adelstein, 1991
- Paul „DJ Spooky“ Miller, 1992

### Wissenschaftler
- Ezra Abbot, 1840
- Francis Robbins Upton, 1875
- Edwin Hall, 1875
- Robert Edwin Peary, 1877
- Alfred Charles Kinsey, 1916
- James E. Campbell, 1974
- Lyman Page, 1978

### Sonstige
- Peter Buck, 1952
- Kenneth Chenault, 1973
- Reed Hastings, 1983, amerikanischer Unternehmer und Gründer des Medienkonzerns Netflix